# Бюсайрес (Огайо)
Бюсайрес (англ. Bucyrus) — місто (англ. city) в США, в окрузі Кроуфорд штату Огайо. Населення — 11 684 особи (2020).

## Географія
Бюсайрес розташований за координатами 40°48′18″ пн. ш. 82°58′18″ зх. д. / 40.80500° пн. ш. 82.97167° зх. д. (40.805111, -82.971599).  За даними Бюро перепису населення США в 2010 році місто мало площу 19,26 км², з яких 19,22 км² — суходіл та 0,04 км² — водойми.

## Демографія
Згідно з переписом 2010 року, у місті мешкали 12 362 особи в 5320 домогосподарствах у складі 3219 родин. Густота населення становила 642 особи/км².  Було 5983 помешкання (311/км²).
Расовий склад населення:
| - 96,3 % — білих - 1,1 % — чорних або афроамериканців - 0,7 % — азіатів - 0,2 % — корінних американців |

До двох чи більше рас належало 1,3 %. Частка іспаномовних становила 1,6 % від усіх жителів.
За віковим діапазоном населення розподілялося таким чином: 22,0 % — особи молодші 18 років, 59,8 % — особи у віці 18—64 років, 18,2 % — особи у віці 65 років та старші. Медіана віку мешканця становила 41,1 року. На 100 осіб жіночої статі у місті припадало 91,4 чоловіків;  на 100 жінок у віці від 18 років та старших — 88,1 чоловіків також старших 18 років.
Середній дохід на одне домашнє господарство  становив 46 003 долари США (медіана — 35 480), а середній дохід на одну сім'ю — 52 327 доларів (медіана — 44 067). Медіана доходів становила 40 440 доларів для чоловіків та 25 960 доларів для жінок. За межею бідності перебувало 20,0 % осіб, у тому числі 31,5 % дітей у віці до 18 років та 12,0 % осіб у віці 65 років та старших.
Цивільне працевлаштоване населення становило 4747 осіб. Основні галузі зайнятості: виробництво — 30,0 %, освіта, охорона здоров'я та соціальна допомога — 22,5 %, роздрібна торгівля — 12,7 %, мистецтво, розваги та відпочинок — 8,3 %.